# Bojkovice
Bojkovice (pronunție în cehă [ˈbojkovɪtsɛ]) este un oraș din districtul Uherské Hradiště din regiunea Zlín din Cehia. Are o populație de aproximativ 4.400 de locuitori.

## Diviziuni administrative
Bojkovice este format din patru diviziuni administrative (în paranteze populația conform recensământului din 2021):
- Bojkovice (3575)
- Bzová (305)
- Krhov (223)
- Přečkovice (148)

## Geografie
Bojkovice se află la aproximativ 23 kilometri (14 mi) sud de Zlín și la 21 kilometri (13 mi) nord-vest de Trenčín. 
Zona cu construcții se află în valea râului Olšava. Partea de nord a teritoriului comunei se află în Munții Vizovice, iar partea de sud se află în Carpații Albi. Cel mai înalt punct este dealul Lokov, cu o altitudine de 739 metri (2.425 ft) deasupra nivelului mării. Cursul superior al râului Olšava curge prin oraș. Aproape întreg teritoriul comunei Bojkovice se află în aria protejată Bílé Karpaty.

## Istorie
Prima mențiune scrisă despre Bojkovice datează din anul 1362. A fost promovat ca un oraș-târg în 1449. În secolul al XVI-lea, Bojkovice a fost atacat și jefuit de Regatul Ungariei, ceea ce a dus la perioade de foamete.
Secolul al XIX-lea a adus o prosperitate mai mare, pe măsură ce căile ferate și rețelele electrice au ajuns în zonă. În timpul celui de-Al Doilea Război Mondial, a fost ocupat de Germania Nazistă, care a transformat fabrica locală în producător de materiale de război.
Bojkovice a primit statutul de oraș în 1965.

## Demografie
Demografia comunei Bojkovice:

## Transporturi
Bojkovice este situat pe linia de cale ferată Staré Město – Bylnice.

## Obiective turistice

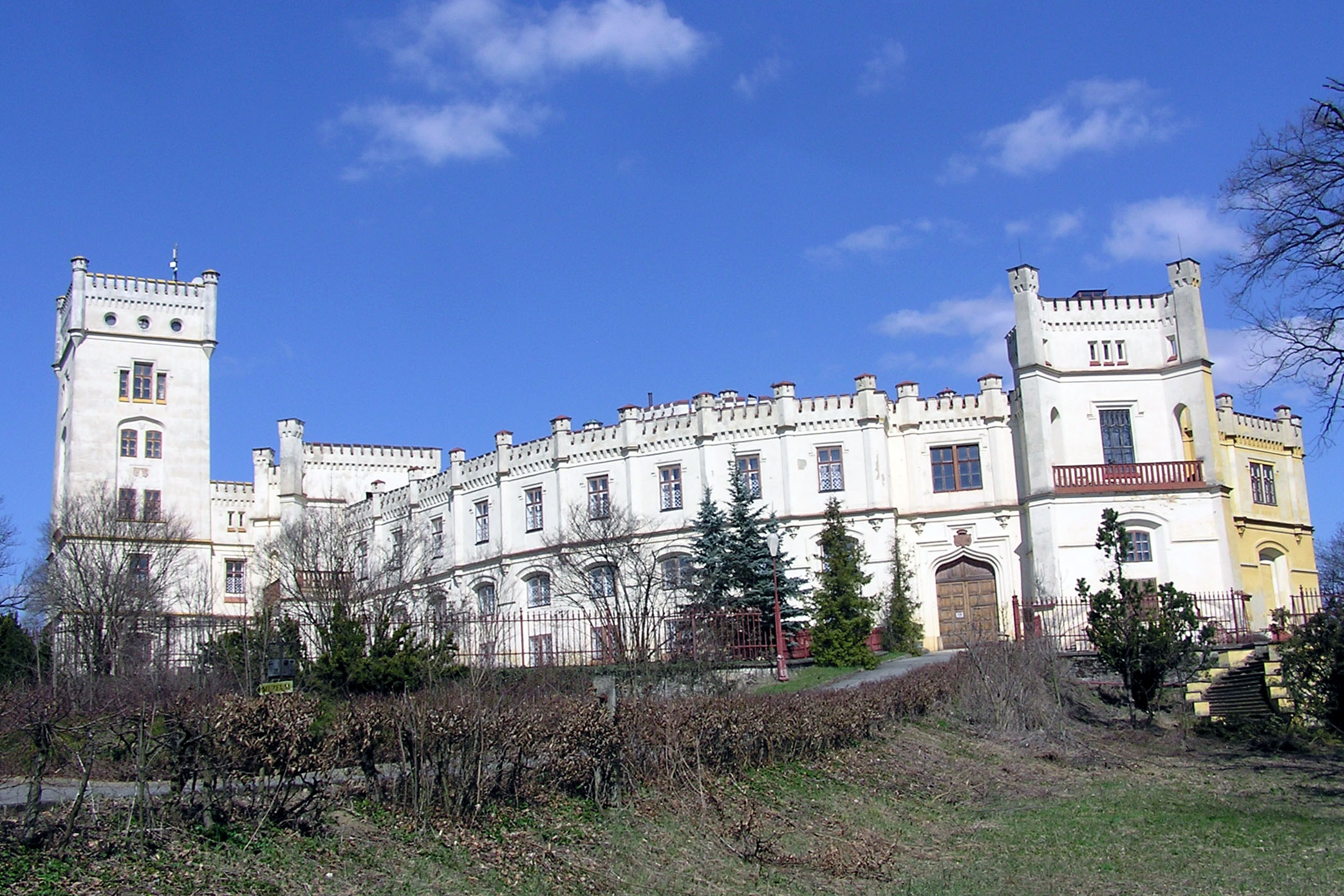
Castelul Nový Světlov

Principalul obiectiv turistic este castelul Nový Světlov. Fortul original a fost construit în anii 1480 pentru a proteja orașul de atacurile Regatului Ungariei.
În a doua jumătate a secolului al XIX-lea, a fost transformat ca un castel în stil neogotic Tudor.
Biserica parohială Sfântul Laurențiu este o clădire în stil baroc timpuriu din secolul al XVII-lea.
În oraș se află și Muzeul Bojskovsko, care este axat pe folclor și tradiții locale.

## Personalități
- Karel Urbánek⁠(d) (născut în 1941), om politic

## Orașe înfrățite
Bojkovice este înfrățit cu:
- Trenčianska Turná, Slovacia